# نیکولاس یاکوبی
نیکولاس یاکوبی (آلمانی: Nicolas Jacobi؛ زادهٔ ۱۳ آوریل ۱۹۸۷) بازیکن هاکی روی چمن اهل آلمان است.